# 杰克·哈格里夫斯
杰克·哈格里夫斯（英語：Jack Hargreaves，1993年7月24日—），澳大利亚男子赛艇运动员。他曾代表澳大利亚参加2020年夏季奥林匹克运动会赛艇比赛，获得男子四人单桨无舵手金牌。